# 大鵬幸喜
大鵬 幸喜（たいほう こうき、1940年（昭和15年）5月29日 - 2013年（平成25年）1月19日）は、北海道川上郡弟子屈町出身（出生地は樺太敷香郡敷香町、現在のロシア極東連邦管区サハリン州ポロナイスク市）で二所ノ関部屋に所属した大相撲力士。第48代横綱。優勝32回（6連覇：2回）・45連勝などを記録した。昭和時代の大横綱。位階は正四位。本名は納谷 幸喜（なや こうき）、出生名はイヴァーン・マルキャノヴィチ・ボリシコ（Іван Маркіянович Боришко）で、ウクライナ人の父親を持つ。母親の再婚により住吉 幸喜（すみよし こうき）と名乗っていた時期もあった。

## 来歴

### 誕生から入門
1940年（昭和15年）、ウクライナ人の元コサック騎兵将校、マルキャン・ボリシコの三男として、日本の領有下にあった南樺太の敷香町（ロシアの呼び名サハリン州ポロナイスク）に生まれた。母親は日本人の納谷キヨ。マルキャンはロシア革命後に日本に亡命した、所謂白系ロシア人であった。なお、南樺太は日本領であったため、大鵬は外国出身横綱にならない。
太平洋戦争末期、日本への米軍による原爆投下後、ソ連軍が南樺太へ侵攻してきたのに伴い、母親と共に最後の引き揚げ船だった小笠原丸で北海道へ引き揚げることとなった。最初は小樽に向かう予定だったが、母親が船酔いと疲労による体調不良によって稚内で途中下船した。小笠原丸はその後、留萌沖でソ連潜水艦L-12の魚雷攻撃を受けて沈没したが、大鵬親子はその前に下船していたため辛くも難を逃れた（三船殉難事件）。その点、同じく焼け跡世代でありながらも戦火とは無縁の山形の自然で伸び伸びと育った柏戸とは対照的である。
北海道での生活は母子家庭だったことから大変貧しく、母親の再婚によって住吉姓に改姓した。その再婚相手の職業が教師だったことから学校を毎年異動していたこともあり、しばらくは北海道各地を転々としていた。あまりの貧しさから大鵬自身が家計を助けるために納豆を売り歩いていた話は有名である。再婚相手とは大鵬が10歳の時に離婚したため、大鵬は納谷姓に戻った。中学校卒業後は一般の同世代の若者と同じ中卒金の卵として北海道弟子屈高等学校の定時制に通いながら林野庁関係の仕事をしていたが、1956年（昭和31年）に二所ノ関一行が訓子府町へ巡業に来た時に紹介され、高校を中途退学して入門した。入門時に母親から反対されたが、親子で相撲部屋を見学した時に所属力士の礼儀正しさを見た叔父が母親を説得した。後年、巡業で振る舞われたちゃんこに感銘を受けていたことも入門の動機として明らかになっている。相撲ライターの佐藤祥子の著書によると、入門は叔父の根回しによるもので納谷自身も薄々入門すると予期していたようである。北海道巡業へ納谷を置いて行ったことを叔父から聞いた母は戸惑ったという。また、北海道の田舎暮らしでラーメンすら食べた経験が無く、買い食いや外食を母から禁止されていた納谷にしてみれば、角界入りは美味しい物につられたようなものであった。

### 初土俵
1956年9月場所にて初土俵を踏んだ。同期には後の大関・清國や小結・沢光、前頭の大心、玉嵐らがいる。入門当初より柏戸と共に横綱確実の大器と評されており「二所ノ関部屋のプリンス」「ゴールデンボーイ」などの愛称を与えられた。
序ノ口時代から大幅な勝ち越しで順調に番付を上げていき1958年3月場所では三段目で優勝、十両目前の西幕下2枚目まで番付を上げていた同年9月場所では3勝5敗で負け越したものの、取的時代の負け越しはこの1場所のみでそれ以外は全て6勝以上挙げている。東幕下筆頭となった1959年3月場所で6勝2敗と勝ち越して十両昇進を決めた。初土俵から幕下時代までは本名の納谷で土俵に上がっていた。三段目時代、飲みに出かけた時に（当時角界では20歳未満での飲酒が珍しくなかった）両国界隈のバーで「伊勢ノ海部屋の富樫（のちの柏戸）はいい力士だ、あれは絶対横綱になる」と耳にし、それから柏戸を越すことを目指して稽古に打ち込んだ。厳しい稽古は当時10代の大鵬の体には大きな負担であり、三段目時代には既に腰椎を損傷していた。それでも大鵬は、公式発表された怪我でもない限り、稽古でも相手に気付かれないように工夫した。
1959年（昭和34年）に新十両昇進が決まると、四股名を付けてもらえることが決まった。その四股名は故郷・北海道に因んだ物を付けるのかと思っていたところ、二所ノ関から「もっといい名前がある。『タイホウ』だ」と言われた。「どんな字を書くんですか?撃つ大砲ですか?」と質問すると、「それは『オオヅツ』と読むんだ」と言われ、同時に大砲万右エ門の話をされたという。そしてこの時に「大鵬」の字とその意味も教わっている。大鵬の意味は、中国の古典「荘子 逍遥遊」にある「鯤之大不知其千里也、化而為鳥、其名為大鵬（鯤（コン、伝説上の巨大な魚）は大いに之（ゆ）き、その千里を知らずや、而して鳥に化けすと、その名は大鵬と」とあり「翼を広げると三千里、ひと飛びで九万里の天空へ飛翔する）」と言われる伝説上の巨大な鳥に由来する。漢書好きな二所ノ関にとって最も有望な弟子に付けるべく温存していたもので、その点では二所ノ関の期待以上によく育ったと言える。

### 新入幕
1960年（昭和35年）1月場所で新入幕を果たすと、初日から11連勝。新入幕初日から11連勝は千代の山雅信の13連勝に次ぐ昭和以降2位、一場所でのものとしては昭和以降で最多となる。12日目には小結柏戸剛が「止め男」として当てられ、早晩角界を背負って立つライバルとなるだろうと目されていた両者の対戦が早くも実現することになった。解説者の神風正一は「左四つになって大鵬」と予想し、玉ノ海梅吉も「結局大鵬が寄り勝ちそう」と予想。大方の予想が大鵬六分、柏戸四分である中、師匠の伊勢ノ海は「大体柏戸は小結、負けるはずがないじゃないか。ガブリ左四つになればともかく、その他の格好だったら絶対に負けない。そして柏戸は間違っても左は差させない」と柏戸の勝ちと予想。この一番で柏戸の出し投げに屈し、幕内での初黒星。神風は「左差しにちょっとこだわり過ぎたようだ。土俵際も腰が随分高かった。柏戸は十分に腰を割っていたから投げには絶好の時だった。柏戸の勝因は右おっつけが鋭かったことだ」とこの1番を解説した。その後14日目千秋楽と連敗したものの、12勝3敗の好成績を挙げた（敢闘賞）。13日目には関脇出羽錦と、千秋楽には関脇北葉山と対戦し、この場所では計3人の三役と対戦した。しかし三役3人と対戦させられたことに対して観客からの同情は無く、むしろ「小結、関脇では相手不足で、大関・横綱と組ませても五分に戦えるのではないか」とまで言われていた。
同年3月場所で東前頭4枚目まで番付を上げるが、序盤から横綱・三役陣に連敗を喫する。2日目の朝汐戦は横綱初挑戦となったが、朝汐が立ち遅れたのを待ったかと思い一瞬力を抜いたところをつけ込まれる形で寄り切られ、物言いがついたものの行司軍配通り。4日目には前場所優勝の栃錦にいいところなく押し出され、栃錦とはこれが唯一の取組になった（栃錦は翌場所引退）。栃錦はこの時「横綱、よく大鵬に勝てましたね」とある記者から質問されたくらいであり、当時の大鵬の評価の程が窺える。後半の平幕戦で盛り返したものの13日目福田山戦できわどい相撲を落として負け越し、最終的に7勝8敗でこの場所が生涯で唯一となる皆勤負け越しとなった（それ以外の場所で、皆勤した場所ではすべて二桁勝利を記録している。なお、1965年5月場所は千秋楽に休場＝不戦敗で9勝6敗だった）。またこの場所は柏鵬がともに幕内で皆勤して取組が組まれなかった唯一の場所でもある。

### 三役時代
続く5月場所は前頭6枚目に下がって出直しとなったが、初日朝汐を破って横綱挑戦3戦目で初勝利、生涯唯一の金星を挙げるなど11勝4敗で二度目の敢闘賞。7月場所で新小結に昇進すると、この場所でも11勝4敗、9月場所では20歳3ヶ月の史上最年少（当時）で新関脇となる。11月場所では13勝2敗の成績を挙げ、これも当時の史上最年少となる20歳5ヶ月で幕内最高優勝を達成し、場所後史上最年少で大関へ昇進した。入幕した年に大関昇進を果たした力士は2019年現在でも大鵬のみ（入幕から6場所での大関昇進も、年6場所制後最短である）で、同じく入幕した1960年に年間最多勝を獲得という、賞の発足後史上唯一の記録を立てた。小結・関脇では36勝9敗という圧倒的な強さを誇り、合計3場所で通過となった。また、新入幕から6場所目での初優勝は年6場所制以降では当時の最速記録だった。この場所でTBSアナウンサーの小坂秀二が「柏鵬時代」という言葉を発したことをきっかけに、それが一気に定着するに至った。
9月場所の柏戸との対決は、読売『大相撲』昭和35年秋場所決算号に「町中この一戦の話題で持ち切りだった」という内容で伝えられ、雑誌『相撲』昭和35年秋場所決算号に至っては、柏戸と大鵬の1日の様子を盛り込んだ8ページもの大特集を組んだぐらいであった。
新大関となった1961年1月場所は10勝5敗に終わり、13勝2敗で初優勝の柏戸に主役を譲って綱取りの面でも一歩を先んじられる形になった。しかし翌3月場所からほぼ毎場所優勝争いにからみ、7月場所では柏戸と朝潮（もと朝汐）を連破して13勝2敗、大関としての初優勝を果たした。なお朝潮とはこれで対戦成績を4勝4敗と五分にし、これが最後の取組となった。9月場所では14日目に柏戸に敗れ3敗目を喫したが、柏戸と平幕の明武谷との優勝決定戦に臨み巴戦を制して2場所連続優勝。場所後協会は横綱審議委員会に大鵬・柏戸両名の横綱昇進を諮問し、両名とも満場一致で横綱に推薦された。大鵬21歳3ヶ月、柏戸22歳9ヶ月での横綱昇進は、ともにそれまでの最年少記録だった照國萬藏の23歳3ヶ月を更新するものだった。また横審が内規を定めてから、大関で2場所連続優勝を果たして横綱に昇進したのは大鵬が初めてである。昇進時の口上は「横綱の地位をけがさぬよう今後も精進します」であった。

### 横綱時代
新入幕で初めて敗れた柏戸と競い合い、終戦直後の復興から高度経済成長期の相撲黄金時代を支え、1961年（昭和36年）に揃って横綱に推挙、「柏鵬（はくほう）時代」と言われる黄金時代を築いた。後に第69代横綱となった白鵬翔の四股名は、この両横綱に由来する。新横綱の場所である1961年（昭和36年）11月場所、1962年（昭和37年）1月場所と連続優勝を果たすと、同年7月場所から1963年（昭和38年）5月場所まで最初の6連覇を達成した。ところが、「型のある相撲」と評されていた柏戸が休場を繰り返していたことで、「型のない相撲」の大鵬が一人勝ちしている状況から観客が減少気味となり、大鵬の全盛期は相撲の人気低迷期と一致した。NET(現在のテレビ朝日)は1964年5月限りで、日本テレビとTBSは1965年1月限りで大相撲中継から撤退しており、大相撲中継の勢いが落ちたのも大鵬の常勝による土俵のマンネリ化が原因であるとされている。この連覇直後から神風正一などから「（大鵬の相撲には）型がない」と盛んに批判されたが、二所ノ関は「型がないのが大鵬の型」と反論していた。大鵬自身は当時の時津風理事長が言った「『これは大鵬しかできるものがいなかった』という相撲の内容を示せばいい。後世に至ってもどの力士も真似のできないもの、それが大鵬の型である」という言葉で自分の相撲に確信を持てるようになったという。
その柏戸が再起をかけた同年9月場所では千秋楽で14勝同士の相星決戦が組まれたが、柏戸に敗れた。1964年3月場所でも同じ14勝同士による相星決戦が組まれたが、こちらは大鵬が勝利している。下記に、柏鵬両雄の主な千秋楽対戦を記す。
| 場所           | 柏戸成績 | 大鵬成績 | 優勝力士 | 備考                                                          |
| -------------- | -------- | -------- | -------- | ------------------------------------------------------------- |
| 1962年11月場所 | 12勝3敗  | 13勝2敗  | 大鵬     | 柏戸3敗、大鵬1敗で対戦して柏戸勝利。                          |
| 1963年9月場所  | 15勝0敗  | 14勝1敗  | 柏戸     | 全勝同士相星決戦で柏戸勝利。                                  |
| 1964年3月場所  | 14勝1敗  | 15勝0敗  | 大鵬     | 2回目の全勝同士相星決戦で、大鵬勝利。                         |
| 1966年5月場所  | 12勝3敗  | 14勝1敗  | 大鵬     | 柏戸2敗、大鵬1敗で対戦して大鵬勝利。                          |
| 1966年7月場所  | 12勝3敗  | 14勝1敗  | 大鵬     | 柏戸2敗、大鵬1敗で対戦して大鵬勝利。                          |
| 1966年9月場所  | 13勝2敗  | 13勝2敗  | 大鵬     | 柏戸2敗、大鵬1敗で対戦して柏戸勝利。 優勝決定戦では大鵬勝利。 |
| 1967年5月場所  | 13勝2敗  | 14勝1敗  | 大鵬     | 柏戸2敗、大鵬全勝で対戦、柏戸勝利。                           |

1964年（昭和39年）からは本態性高血圧によって幕内で初の途中休場となり、入院。退院早々二所ノ関からは龍沢寺で座禅を組むよう命じられた。さらに1965年（昭和40年）には柏戸や北の富士勝昭と共にアメリカ合衆国から拳銃を密輸入していたことが発覚して書類送検され、罰金3万円（現在の15万円に相当）の略式起訴処分。警視庁の調べに対し、大鵬は「若羽黒の件がバレ、怖くなって隅田川に捨てた」と供述していた。しかし日本相撲協会からは譴責処分に留まった。この直後の1965年5月場所は左足首関節内骨折で9勝6敗、千秋楽は休場して不戦敗となった。
再起をかけた1966年（昭和41年）3月場所からは再び6連覇を達成するが、1967年（昭和42年）には左肘を負傷し、そのケガの分を取り戻そうと稽古で無茶をしたことで左膝靭帯断裂の重傷を負い、1968年（昭和43年）3月場所から3場所連続で全休した。復帰した同年9月場所では、初日に栃東知頼と対戦して敗れたことで周囲から限界と思われたが、慎重に勝ちを求めた結果、叩きを多用する相撲に変わった。横綱として内容は冴えないが、同場所2日目から1969年（昭和44年）3月場所初日までの間に双葉山定次（69連勝）に次ぐ45連勝を記録した。この連勝記録は、同場所2日目に戸田智次郎に押し出しで敗れたため途切れたが、ビデオ画像や写真では戸田の足が先に出ていたため「世紀の大誤審」と問題になり、この翌場所からビデオ画像の導入が始まった。しかし、大鵬自身は誤審の判定を下された件について不満を述べることはせず、むしろ誤審を招くような相撲をとった自分に責任があるとして、「ああいう相撲をとった自分が悪いんです」とだけ語った。この発言は、大鵬の高潔な相撲哲学を象徴する言葉として話題を呼び、横綱としての大鵬の評判を以前にも増して高めることになった。一方、相撲記者の若林哲治によるとこの誤審に大鵬は激怒していたといい、当時の新聞にも「俺は残っていたと思った」との談話や、顔がこわばっていたとの記述がある。
大鵬は同場所5日目から肺炎で途中休場となり、さらに肺炎の影響で肺機能が低下したことですぐ息が切れるようになってしまい、激しい稽古が出来なくなったという。それでも1969年（昭和44年）5月場所には30回目の優勝を飾り、この功績を讃えて1969年9月場所初日には日本相撲協会から一代年寄「大鵬」が授与された。天龍源一郎の証言によると、優勝30回に近付いていたとある場所の終盤、花道奥で当時まだ幕下で大鵬の付け人を行っていた天龍が大鵬の背中を拭いて控えに向かって行ったあとの下をパッと見たら、大鵬の足の形が床に残っていたという。天龍は「あれだけの大横綱でも緊張するのか」と、見てはいけないものを見てしまった気がしたと、後に振り返っている。
現役晩年に至っても、北の富士と玉の海正洋の両横綱に対しては最後まで壁として君臨し続けた。1971年（昭和46年）1月場所には32回目の優勝を果たしたが、千秋楽の玉の海戦では寄り切って1敗で並び、優勝決定戦ではその玉の海と水入りの大相撲。最後は玉の海の下手投げを左上手投げに打ち返して寄り切った。同年3月場所でも12勝と健在ぶりを示したが、同年5月場所で栃富士勝健に敗れた際に尻から落ちたことで体力の限界を感じ、さらに5日目には新鋭だった貴ノ花利彰に同じく尻から落ちる敗戦を喫した。貴ノ花との一番を詳細に説明すると、大鵬は左かち上げから左ハズ、右おっつけで攻め込んだが、貴ノ花が右おっつけから右上手を取って大鵬の左腰に食いつく絶好の体勢になり、掬い投げや突き押しで応戦するものの貴ノ花に体を預けられて尻から落ちて行った、という内容である。その後大鵬自身、翌6日目の福の花孝一戦を「これで自身最後の相撲としたい」と申し出たが、日本相撲協会から「死に体で土俵に上がる事は出来ない」と却下。結局福の花戦は不戦敗となり、貴ノ花との取組が現役最後の一番となった。なお、引退に関しては中々踏ん切りが付かなかったというが、当時2歳の長女に後押しされて決意が固まったという。
引退を発表した翌朝、NHKの朝のニュース番組に出演し、「最も誇れる自身の記録は何か？」と聞かれて、「6場所連続優勝2回」と答えている。
引退相撲は1971年（昭和46年）10月2日に蔵前国技館で行われ、太刀持ちに玉の海、露払いに北の富士と、両横綱を従えて最後の横綱土俵入りが披露された。しかし、それからわずか9日後の10月11日に玉の海が急死してしまい、大鵬も玉の海の訃報を聞いて相当な衝撃を受けたという。

#### 柏鵬　全対戦一覧
柏鵬両雄の対戦は、1960年1月場所 - 1969年5月場所の58場所間に37回実現し、千秋楽結びの一番の対戦は史上3位の21回、千秋楽両者優勝圏内の対戦が5回（相星決戦が2回）あった。千秋楽（太字）は、千秋楽結びの一番を示す。
| 場所           | 対戦日 | 柏戸勝敗 （通算成績） | 大鵬勝敗 （通算成績） | 優勝力士             | 備考                                                |
| -------------- | ------ | --------------------- | --------------------- | -------------------- | --------------------------------------------------- |
| 1960年1月場所  | 12日目 | ○(1)                  | ●(0)                  | 栃錦                 | 初対戦                                              |
| 1960年3月場所  | -      | -                     | -                     | 若乃花               | 対戦なし。                                          |
| 1960年5月場所  | 12日目 | ●(1)                  | ○(1)                  | 若三杉               |                                                     |
| 1960年7月場所  | 8日目  | ○(2)                  | ●(1)                  | 若乃花               |                                                     |
| 1960年9月場所  | 9日目  | ○(3)                  | ●(1)                  | 若乃花               | 柏戸新大関                                          |
| 1960年11月場所 | 14日目 | ●(3)                  | ○(2)                  | 大鵬(1)              |                                                     |
| 1961年1月場所  | 11日目 | ○(4)                  | ●(2)                  | 柏戸(1)              | 大鵬新大関                                          |
| 1961年3月場所  | 11日目 | ○(5)                  | ●(2)                  | 朝潮                 |                                                     |
| 1961年5月場所  | 14日目 | ○(6)                  | ●(2)                  | 佐田の山             |                                                     |
| 1961年7月場所  | 14日目 | ●(6)                  | ○(3)                  | 大鵬(2)              |                                                     |
| 1961年9月場所  | 14日目 | ○(7)                  | ●(3)                  | 大鵬(3)              |                                                     |
| 1961年11月場所 | 14日目 | ●(7)                  | ○(4)                  | 大鵬(4)              | 柏鵬両者新横綱                                      |
| 1962年1月場所  | 千秋楽 | ●(7)                  | ○(5)                  | 大鵬(5)              |                                                     |
| 1962年3月場所  | 千秋楽 | ○(8)                  | ●(5)                  | 栃ノ海               |                                                     |
| 1962年5月場所  | 千秋楽 | ●(8)                  | ○(6)                  | 佐田の山             |                                                     |
| 1962年7月場所  | 千秋楽 | ●(8)                  | ○(7)                  | 大鵬(6)              |                                                     |
| 1962年9月場所  | 千秋楽 | ●(8)                  | ○(8)                  | 大鵬(7)              |                                                     |
| 1962年11月場所 | 千秋楽 | ○(9)                  | ●(8)                  | 大鵬(8)              |                                                     |
| 1963年1月場所  | -      | -                     | -                     | 大鵬(9)              | 柏戸休場により対戦なし。                            |
| 1963年3月場所  | -      | -                     | -                     | 大鵬(10)             | 柏戸休場により対戦なし。                            |
| 1963年5月場所  | -      | -                     | -                     | 大鵬(11)             | 柏戸休場により対戦なし。                            |
| 1963年7月場所  | -      | -                     | -                     | 富士錦               | 柏戸休場により対戦なし。                            |
| 1963年9月場所  | 千秋楽 | ○(10)                 | ●(8)                  | 柏戸(2)              | 千秋楽全勝同士相星決戦                              |
| 1963年11月場所 | 千秋楽 | ●(10)                 | ○(9)                  | 栃ノ海               |                                                     |
| 1964年1月場所  | 千秋楽 | ●(10)                 | ○(10)                 | 大鵬(12)             |                                                     |
| 1964年3月場所  | 千秋楽 | ●(10)                 | ○(11)                 | 大鵬(13)             | 千秋楽全勝同士相星決戦                              |
| 1964年5月場所  | -      | -                     | -                     | 栃ノ海               | 柏戸休場により対戦なし。                            |
| 1964年7月場所  | -      | -                     | -                     | 富士錦               | 柏戸休場により対戦なし。                            |
| 1964年9月場所  | -      | -                     | -                     | 大鵬(14)             | 柏戸休場により対戦なし。                            |
| 1964年11月場所 | -      | -                     | -                     | 大鵬(15)             | 柏戸休場により対戦なし。                            |
| 1965年1月場所  | -      | -                     | -                     | 佐田の山             | 柏戸休場により対戦なし。                            |
| 1965年3月場所  | -      | -                     | -                     | 大鵬(16)             | 柏戸休場により対戦なし。                            |
| 1965年5月場所  | 13日目 | ○(11)                 | ●(11)                 | 佐田の山             |                                                     |
| 1965年7月場所  | 11日目 | ○(12)                 | ●(11)                 | 大鵬(17)             |                                                     |
| 1965年9月場所  | 12日目 | ○(13)                 | ●(11)                 | 柏戸(3)              |                                                     |
| 1965年11月場所 | -      | -                     | -                     | 大鵬(18)             | 柏戸休場により対戦なし。                            |
| 1966年1月場所  | -      | -                     | -                     | 柏戸(4)              | 大鵬休場により対戦なし。                            |
| 1966年3月場所  | 千秋楽 | ●(13)                 | ○(12)                 | 大鵬(19)             |                                                     |
| 1966年5月場所  | 千秋楽 | ●(13)                 | ○(13)                 | 大鵬(20)             | 千秋楽柏戸2敗、大鵬1敗で対戦                        |
| 1966年7月場所  | 千秋楽 | ●(13)                 | ○(14)                 | 大鵬(21)             | 千秋楽柏戸2敗、大鵬1敗で対戦                        |
| 1966年9月場所  | 千秋楽 | ○(14)                 | ●(14)                 | 大鵬(22)             | 千秋楽柏戸2敗、大鵬1敗で対戦 優勝決定戦は大鵬勝利。 |
| 1966年11月場所 | 千秋楽 | ●(14)                 | ○(15)                 | 大鵬(23)             |                                                     |
| 1967年1月場所  | 千秋楽 | ●(14)                 | ○(16)                 | 大鵬(24)             |                                                     |
| 1967年3月場所  | 14日目 | ○(15)                 | ●(16)                 | 北の富士             |                                                     |
| 1967年5月場所  | 千秋楽 | ○(16)                 | ●(16)                 | 大鵬(25)             |                                                     |
| 1967年7月場所  | -      | -                     | -                     | 柏戸(5)              | 大鵬休場により対戦なし。                            |
| 1967年9月場所  | 14日目 | ●(16)                 | ○(17)                 | 大鵬(26)             |                                                     |
| 1967年11月場所 | -      | -                     | -                     | 佐田の山             | 大鵬休場により対戦なし。                            |
| 1968年1月場所  | -      | -                     | -                     | 佐田の山             | 大鵬休場により対戦なし。                            |
| 1968年3月場所  | -      | -                     | -                     | 若浪                 | 大鵬休場により対戦なし。                            |
| 1968年5月場所  | -      | -                     | -                     | 玉の海（当時玉乃島） | 両者休場により対戦なし。                            |
| 1968年7月場所  | -      | -                     | -                     | 琴桜                 | 大鵬休場により対戦なし。                            |
| 1968年9月場所  | 千秋楽 | ●(16)                 | ○(18)                 | 大鵬(27)             |                                                     |
| 1968年11月場所 | 千秋楽 | ●(16)                 | ○(19)                 | 大鵬(28)             |                                                     |
| 1969年1月場所  | 千秋楽 | ●(16)                 | ○(20)                 | 大鵬(29)             |                                                     |
| 1969年3月場所  | -      | -                     | -                     | 琴桜                 | 大鵬休場により対戦なし。                            |
| 1969年5月場所  | 千秋楽 | ●(16)                 | ○(21)                 | 大鵬(30)             |                                                     |

- 両者横綱昇進以前の対戦成績（1961年9月場所まで）は、柏戸の7勝3敗。
- 両者横綱同士の対戦成績（1961年11月場所以降）は、大鵬の18勝9敗だった（優勝回数も1961年11月場所以降、柏戸4回・大鵬29回）。

### 現役引退後
引退後は大鵬部屋を創立し、関脇巨砲丈士・幕内嗣子鵬慶昌たちを育成した。定年後、部屋は娘婿の貴闘力忠茂（現役時代は二子山部屋所属）に譲ったが、部屋名は「大鵬」が一代年寄であったので、もともと所有していた「大嶽」部屋とした。しかし、貴闘力は賭博問題で2010年（平成22年）7月4日に解雇となってしまい、その後は大鵬の直弟子の大竜忠博（最高位は十両）が部屋を継ぐことになった。
大鵬が入幕する前は、角界の最大派閥は出羽海一門で、非主流派とみなされる二所ノ関所属の大鵬は、親方としての出世は遅いと見られていたが、1976年（昭和51年）に35歳の若さで役員待遇・審判部副部長に就任した。ところが、1977年（昭和52年）に脳梗塞によって倒れ、左半身麻痺などその後遺症が残ったことで理事長などの重要職に就任する見込みが無くなった。引退後に年寄名を大鵬 翔己（たいほう しょうき）としていたが、この病気を患って以降は現役時代の「大鵬 幸喜」に戻している。病気自体は不屈の精神で妻・芳子の献身もあってリハビリを重ねながら回復して歩ける程度には回復し、1980年（昭和55年）には理事に就任した。地方場所（名古屋場所担当）部長、さらには相撲教習所所長などを歴任し、8期務めた後の1996年（平成8年）に役員待遇へ退いた。「巨人、大鵬、卵焼き」と称された時代の一方の雄である長嶋茂雄が脳梗塞に倒れた時には、やはり特別な感情が湧いたと語っている。その回復が実を結び、2000年（平成12年）には自身同様「昭和の大横綱」と評される北の湖敏満（太刀持ち）と九重貢（元・千代の富士、露払い）の2人を従えて、還暦土俵入りを披露した。ただし、前述の脳梗塞の後遺症から四股が踏めないため、土俵入りそのものは行えず、赤い綱を締めて土俵上で雲龍型のせり上がりの構えを取ることと、土俵中央に立って柏手を打つ（これも1回ではうまくいかなかった）という、一部の所作を披露したのみであった。
2001年（平成13年）、サハリン州で自身の父親であるマルキャン・ボリシコの生涯が明らかになり、サハリン州の日本研究家の働きかけでウクライナのハリキフ市に大鵬記念館が建設された。大鵬自身もハリキフで相撲大会を企画しており、ロシアを挟んで日本とウクライナの国際交流の主役として脚光を浴びている。その交流はロシア連邦にも及び、2002年（平成14年）には北オセチア共和国出身のボラーゾフ兄弟を日本に招き、兄のソスランを「露鵬幸生」として自分の部屋に入門させた（弟のバトラズは「白露山佑太」として二十山部屋に入門させ、後に北の湖部屋へ転籍）。大鵬はソスランの四股名に自分の「鵬」、名前にも本名の「幸」の字を入れ、期待に応えた露鵬は、2006年（平成18年）3月場所で小結まで昇進したが、2008年（平成20年）にドーピング検査で大麻の陽性反応が出たことで弟と共に日本相撲協会を解雇された。

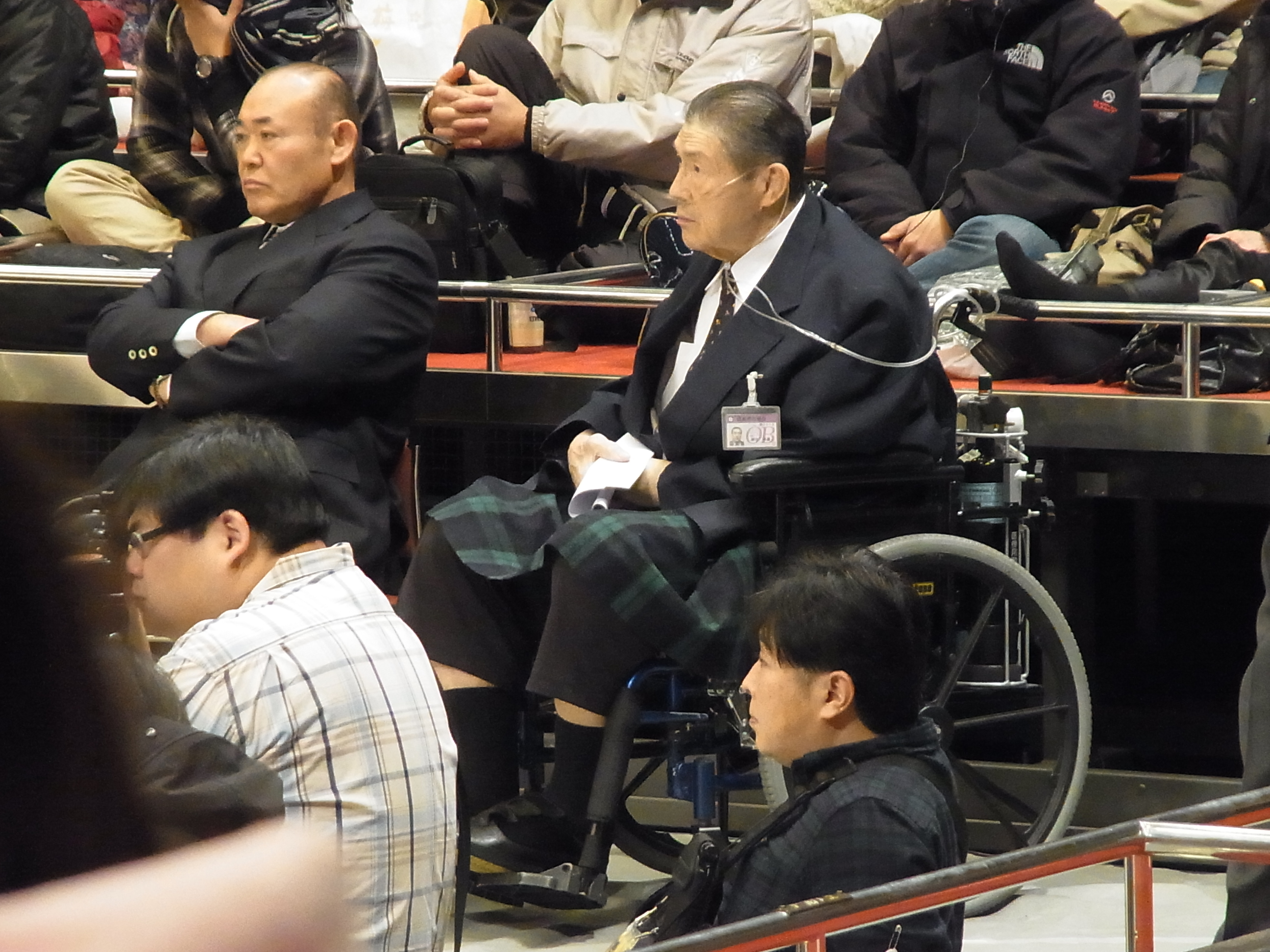
横綱審議委員会での大鵬（2011年12月23日撮影）

2005年（平成17年）に65歳となって定年退職し、9年近く空席だった相撲博物館館長に就任した。協会在籍中には理事長や執行部在任経験がなく（1期のみ審判部副部長を務めたが脳梗塞で退任し、地方場所部長の職が長かった）、先に定年退職していた理事長経験者の佐田の山晋松と豊山勝男が健在にも拘わらず館長職に就いたのは異例の抜擢と言われている。
2008年（平成20年）11月16日付で、協会の理事会で体調不良を理由に相撲博物館館長を辞任することが承認された。同年12月26日、協会の仕事納めの日に相撲博物館館長職を退いたが、「たまには国技館に足を運んで（相撲を）ゆっくり見たい」と相撲への思いは変わらないと語った。
2009年（平成21年）10月27日、相撲界から初となる2009年（平成21年度）文化功労者に選出された。これを受けた大鵬は記者会見で「私一人だけの力でなく、皆さんが力添えしてくれたからこそ。大きな賞を戴けて本当に有難いことです」と喜びを語った。その中でその気持ちは二所ノ関一門の分裂、劣勢状態の責任を感じており、文化功労者選出後には8代二所ノ関や6代二所ノ関の墓前で頭を下げている

### 死去
2013年（平成25年）1月19日午後3時15分、心室頻拍のため、東京都新宿区の慶應義塾大学病院において死去。72歳没。入院中には、2012年に頸髄損傷で同じ病院に入院中だった尾車（元大関・琴風）を見舞い、尾車によれば「おーい、何やってんだ。お前、早く弟子のところに帰ってやらんか。俺も昔、この病院でリハビリやったんだ」と励ました。
大鵬の訃報を受けて、日本相撲協会は大鵬の還暦土俵入りにも参加した北の湖敏満理事長と九重貢事業部長などが哀悼の意を表す談話を発表した他、同世代の日本スポーツ界のヒーローであった長嶋茂雄、ファイティング原田、そして大鵬とは大の親友関係だった王貞治が「同じ時代に世の中に出て、光栄だった」と故人との思い出を語る談話をそれぞれ発表している。通夜は1月30日、葬儀・告別式は1月31日にいずれも青山葬儀所で営まれ、王貞治、黒柳徹子、白鵬翔らが弔辞を読んだ。
大鵬が死去するわずか16日前の1月3日には、故郷の弟子屈町で暮らす実兄が急性心筋梗塞のため79歳で死去。弟である大鵬は、体調不良のため葬儀に参列できなかったことも後に明らかになっている。また、大鵬は70歳に入ってから酸素ボンベを頻繁に使用するようになったという。
没後、1月19日付にて正四位並びに旭日重光章が追贈された。また、2月15日付で国民栄誉賞が授与され、25日、未亡人と白鵬らが出席して授与式が行われた。3月24日、3月場所千秋楽の優勝力士インタビューにおいて、白鵬の呼びかけで観客全員で1分間の黙祷が行われた。
2014年8月15日、故郷サハリンに大鵬の銅像が建立された。大鵬の母および妻が秋田県出身であった縁から（妻の生家は和菓子店であり、現在は妻の弟が社長を務めている）、制作には大潟村在住の彫刻家があたり、同県の関係者を中心に募金活動が行われた。
墓所は妙久寺（東京都江東区、納谷家の菩提寺）。戒名は『大道院殿忍受錬成日鵬大居士』。

## 人物

### 交友関係
父親がウクライナ人で母親が日本人。納谷は母方の姓で、幸喜の名は皇紀2600年に因んで名付けられた。イヴァーンというウクライナ語名も存在していたという。
ライバルとされた柏戸剛と「柏鵬（はくほう）時代」と呼ばれる相撲黄金時代を築いた。優勝32回（6連覇：2回）・45連勝などを記録したことから昭和の大横綱と称され、戦後最強の横綱と呼ばれることも多い。
現役時代は大変な美男子と評判であった。当時の子供たちの好きな物を並べた「巨人・大鵬・卵焼き」という流行語は、当時の大鵬の人気と知名度を象徴する有名な言葉であるが、大鵬本人は「巨人と一緒にされては困る」と語ったこともある。その理由は、大鵬自身がアンチ巨人（巨人が嫌い）だったことと、団体競技の野球と個人競技の相撲を一緒にされたくない気持ちがあったこと、そして何よりも、「大鵬の相撲には型がない」と批判されていた時期に「大人のファンは柏戸と大洋ホエールズ」などと評論家から揶揄されたことがあったためであるという。ただし、後年に出版した自伝には『巨人 大鵬 卵焼き ― 私の履歴書』という題名を付けた。また、巨人の選手の中でも、自身と同じ1940年（昭和15年）5月生まれであり、なにより自分と同じ努力家として知られた王貞治とは大変親しく、若い頃にはよく一緒に酒を飲んでいたという。この「巨人・大鵬・卵焼き」という言葉は、1960年代前半の高度経済成長期に、通産官僚であった堺屋太一が、当時若手官僚の間で時代の象徴として冗談で言い合っていたこのフレーズを、記者会見の中で「日本の高度成長が国民に支持されるのは、子供が巨人、大鵬、卵焼きを好きなのと一緒だ」と答えて紹介したことがきっかけで広まったとされている。

### 取り口
若い頃はもろ差しを使用して柏戸など突進力のある相手に対する守りを固める相撲を得意としていた。入幕したばかりの頃は立合いの当たりや突っ張りがそれほど強くも鋭くもなかったものの、これらは差し身によく繋がった。自分より差し身の良い相手には突っ張ってから差し、自分より差し身の劣る相手にはいきなり差しに行く相撲を取った。
非常に手堅く、胸を合わせずに前屈みになって腰を引く「逆・くの字」の体勢で相手の攻めを防ぎ、横へ回りながら自分有利の体勢に持ち込み、投げで崩すか寄り切る。差すと必ず差し手を返し、一度掬って相手の出足を止め、その後は腰を落として寄っていくが、左四つの場合は出ておいての右上手投げで決めた。体勢、とりわけ懐の深さに加え、真綿やスポンジに例えられるほど身体が柔らかく、どんな当たりをも受け止めても崩れない相撲を可能にした。立合いも上手く、最晩年の1971年（昭和46年）3月場所では初挑戦の大雪嶺登が奇襲として一度目の仕切りで立った際も難なく捕まえて勝利している。
大兵にもかかわらず、前捌きや回りこみが巧みで冷静・緻密な相撲を取った。投げ技の中では上手投げも強かったが、特に左差し手を十分に返してから放たれる掬い投げの上手さが際立っており、伝家の宝刀と称された。前傾姿勢で腰を引く構えによって相手に廻しを取りにくくさせたが、自分も廻しが遠くなるため、掬い投げを多用した。1970年（昭和45年）5月場所の千秋楽では北の富士の上手投げを掬い投げで打ち返して全勝を阻止したが、北の富士は「柔らかさ負けしたよ」と嘆いた。通常、廻しを取らずに下手から投げる掬い投げは上手投げより効果が薄いとされるが、大鵬の場合、懐の深さに加えて柔軟な長身で上体の大きなひねりが可能だったことが、掬い投げを非常に有効にさせていた。突っ張りも強く、突っ張ってからの叩き込みも懐の深さ故によく決まった。結果的に決まり手が「叩き込み」となったものの、相手が突っ張りの威力に耐えられず足に来てそのまま倒れたもののような相撲も多かった。だが、左膝を痛めた1968年（昭和43年）以後は叩き込みなどの引き技に頼る相撲が目立つようになって批判を浴びている。
一方で大鵬には反り腰がなく、上体が反ると残すことができなかった。この腰の脆さが弱点で、普段は「逆くの字」の体勢、身体の柔らかさ、懐の深さで弱点を補っていたが、胸を合わせてがっぷり四つになるとなかなか勝負に出られず、立合いから上体を起されて押されると一方的に攻められることもしばしばあった。そのような弱点を露呈させることが多かったのは、対戦経験の少ない平幕や押し相撲が相手のとき、彼らとの取り組みが多い序盤戦で、「序盤・平幕・押し相撲」が大鵬の鬼門と言われた。押し相撲に苦戦していたことは引退後に自身も認めており、「『押されてはいけない』という先入観にとらわれ、差し身にこだわりすぎて、狙っていくところをいなされ、アワを食っているうちに、押し出されるというケースが多かった」と語っている。「引っ張り込んで動きを止めてから料理する」という大鵬なりの押し相撲対策が確立したのは「横綱になって2年目あたり」だったという。
基本的には左四つに組みとめての寄りと投げが主体のスタイルだが、押し相撲や右四つでも相撲が取れた。良く言えばオールラウンダーで、悪く言えば絶対的な型がなかった。この点は右四つの完成された型を持った双葉山定次とは対照的で、大鵬以前はこういった相撲は小兵のやることで横綱・大関には相応しくないとみられていた。また「逆・くの字」の体勢を「へっぴり腰」と揶揄されることもあり、腰の力で相手の攻めを受け止めて取る相撲を本格的とする立場の評論家（小坂秀二など）から「小さな相撲」と批判されたこともある。ただ、相手次第で取り口を変える柔軟性を持っていたという点では今でも非常に評価が高く、二所ノ関は「型のないのが大鵬の型」「名人に型なし」と批判に反駁した。大鵬が勝ち続けて昭和の大横綱へと成長すると、「型のない」大鵬の相撲は、状況に応じて相撲を変える「自然体」とも評価されるようになった。一方で、玉ノ海梅吉は大鵬がどれほど結果を残しても批判を止めなかった。玉ノ海は概して柏戸などのような速攻相撲の力士を好み、攻めの遅い大鵬は玉ノ海の趣向に反したようである。攻めが遅いことは自覚していたようで、口に水を含みながら相撲を取ることで短い相撲を取らざるを得なくなるように稽古場で工夫した。
その強さと出世の早さ故か、相撲の天才と呼ばれることも多かったが、本人は「人より努力をしたから強くなった」としてこれを嫌った。ただ、ライバルの柏戸にも言えることだが、それまでの大型力士は巨人症気味の傾向があったのに対し、運動神経の発達した健康体の大型力士という、当時としては珍しいタイプであったことも大きい。
大鵬の素質に惚れ込んだ二所ノ関の徹底的指導によって鍛え上げられたが、その指導内容は四股500回、鉄砲2000回、瀧見山延雄による激しいぶつかり稽古というスパルタぶりだった。全盛期は1時間ものぶつかり稽古をこなすほどの持久力であり、稽古をさせるほど強くなると見込んでいた二所ノ関は大鵬に雑用やちゃんこ番をやらせなかった。本人は弟弟子の大麒麟將能の方が天才と呼ぶにふさわしいと発言している。大鵬の取り口を批判している玉ノ海にしても土俵に上がった大鵬を見て「これはね、大鵬の体は稽古をして大きくなった体ですからな」と褒め「ただ大飯を食らったんじゃない」と表現するなど稽古で素養を開花したことについては評価している。1966年頃の取材ではバーベルやエキスパンダーなどを使用した科学的トレーニングを取り入れていることが明らかになり、相撲の稽古だけにこだわらない一面もあった。

## エピソード

川湯相撲記念(現：大鵬相撲記念館)にある大鵬幸喜像

### 取組関連
- 入幕から横綱昇進までは柏戸に3勝7敗と相性が悪かった。1961年（昭和36年）3月場所では前場所に優勝してヨーロッパ旅行に行っていた柏戸に敗れ、「こんなに稽古しても、ヨーロッパに行ってろくに稽古してない柏戸関に勝てないのか」と泣いて悔しがったという。ゲンをかついで、かしわ（鶏）肉ばかり食べていた時期もあったという。横綱昇進後は両者の力関係が逆転して大鵬が18勝9敗と大きく勝ち越し、通算でも大鵬の21勝16敗となったものの、大鵬自身は引退後も「柏戸さんの出足は最後まで脅威だった」と語り、「生まれ変わったら、今度は柏戸さんのような相撲取りになりたい」とこぼしたことがあった。
- 大鵬が東幕下4枚目だった1959年1月場所に、大鵬と同年生まれで同学年の琴櫻が高校を繰り上げ卒業して佐渡ヶ嶽部屋から初土俵を踏んだ。同じ二所ノ関一門に属する両者の初顔合わせは部屋別総当たり制が導入された後の1965年（昭和40年）3月場所、大鵬が東横綱で琴櫻が西小結の時で、初日に琴櫻を下し最終的に16回目の優勝を果たした大鵬が両者の対戦でもここから18連勝したが、琴櫻が大関在位11場所目となった1969年（昭和44年）7月で初黒星を喫すると、この対戦から引退までは4勝4敗と拮抗した（通算では大鵬の22勝4敗）。この中には1971年1月場所、大鵬が最後の優勝を果たした中で唯一の黒星となった東張出大関琴櫻との一番が含まれる。琴櫻は大鵬の引退から10場所経った1973年1月場所の後に横綱昇進を決めた。

### 取組以外の相撲関連
- 現役時代、廻しに付けていた下がりの本数が19本であった[51]。
- 大鵬はどこへ行くにも必ず付け人への土産を買い忘れることがなかったといい、ある時は沢山食べて体が大きくなるようにと付け人たちへ寿司折りを買ってきたという[22]。
- 現役時代には野球と麻雀を趣味としていた。入幕したばかりの頃は、部屋で草野球が行われれば出場する程度であまり野球に興味はなかったというが、1966年頃になると稽古の合間にキャッチボールをするようになり、野球の腕前はなかなかであったという。麻雀は下手の横好きであり、4人麻雀で1人負けしたこともある[1][2][52]。
- 新入幕の翌年に横綱に昇進した力士は大鵬以前にはなく、2025年（令和7年）に大の里が同様に昇進するまで大鵬が唯一であった。大鵬の三賞受賞数が3回と少ないのは、あまりにも早く大関・横綱へ昇進したためである。しかし、横綱は他の力士と違って降格を許されない地位であり、体力が衰えて横綱の地位に見合った好成績を出せなくなれば早期引退以外に道はない。このことを大鵬自身はよく認識しており、横綱昇進が決定した時にも喜びの気持ちは全くなく、むしろ引退する時のことを意識せずにはいられなかったという[注釈 20]。
- 横綱土俵入りは、肘を少し曲げ伸ばししながら掌を返すことが特徴だった。非常にテンポの遅い土俵入りを行っていたことでも知られており、大抵2分余り、現役最終盤の時期にあたる1970年から1971年に至っては3分を超えるまでになった。しかし1963年3月場所後に行われた二子山[注釈 21]の談話で概して「せり上がりに区切りが無く、中段が早すぎる。柏手を打つときに首を振る癖がある。内側に向けて四股を踏むのも良くない」と立て続けに駄目出しされるなど、少なくとも横綱初期においては土俵入りが下手という評判であった[53]。
- 土俵入りについては、横綱昇進直後の静岡県島田市での巡業の際に東から土俵に上がったにもかかわらず、左足で四股を踏んだ後、帰る段に引く足を間違えて逆の西方を向いてしまうという失態を演じており、これも影響して、以後しばらくは土俵入りには相当神経を使い、土俵入りを終えた後は毎回汗びっしょりになっていたという。また、横綱昇進直後の土俵入りは1分10秒程度で終わっており、親しい新聞記者から「早すぎて締まりがない」と指摘されて、以後間合いを持たせるように留意した。その後、土俵入りの時間は次第に長くなっていったが、それでも本人は「引退までギクシャクした感じがあった」と語っている[54]。
- 大鵬の死から7年後、自身もルーツを持つウクライナ出身の獅司大が入間川部屋に入門している。

### 人気力士・横綱として
- 現役時代より慈善活動にも熱心で、「大鵬慈善ゆかた」などを販売して、その収益は、1967年（昭和42年）から1968年（昭和43年）まで老人ホーム・養護施設へテレビを寄贈、翌1969年（昭和44年）から2009年（平成21年）まで、日本赤十字社に「大鵬号」と命名した血液運搬車を贈った。テレビはNHK文化事業団に36台贈呈。血液運搬車の寄贈台数は1969年（昭和44年）から1976年（昭和51年）までと1979年（昭和54年）から2001年（平成13年）まで毎年2台ずつ、2002年（平成14年）から2009年（平成21年）まで毎年1台ずつで、2009年（平成21年）9月に70台目（自身の年齢と同数）の贈呈を終えたところで活動も終えた[26]。
- 若い頃は大変な酒豪で、一日の酒量が一斗（18リットル）に達し、ビールを一升瓶で20本（36リットル）飲んだこともあったという。6連覇をかけていた時期の雑誌『相撲』の記事では「大鵬の兄弟子、熊ヶ谷親方（元幕内大天龍）はかつて7升の酒を飲み干したと伝えられるが、本格的に腰を据えて飲めば、大鵬の最高記録は7升程度のものではなかろうか」と、大鵬の酒量に関する主張は典拠によって異なる[1][2]。塩辛い物も好きであり、酒のつまみに大ぶりの明太子を2腹も3腹も食べながら飲んだと伝わる。現役時代には同い年の親友（誕生日が9日違い）である王貞治と夜通し飲み明かしたこともあり、酔い潰れた王が一眠りして起きると大鵬が変わらないペースで飲んでいたという。場所の終盤、明け方まで飲んでいて付け人が「横綱、きょうは大関戦ですが」と心配すると「どうしておれが大関とやるのに寝なきゃいけないんだ」と豪語したという[55]。しかしその飲酒量の多さが後に脳卒中などの病気で、健康を害した大きな原因と言われている。
- 色白の美男だったためか、若い頃の人気は非常に高かった。男性相撲ファンに絶大な支持を誇った柏戸と比べて大鵬は女性・子供からの絶大な支持を誇った。大鵬の取組の時だけは銭湯の女湯ががら空きになったという[注釈 22]。全盛期には大鵬にあやかって「幸喜」と命名された男児が多くいた[注釈 23]。俳優・劇作家・脚本家である三谷幸喜もその一人である。
- 同じ1940年（昭和15年）生まれで同学年、かつ同門の琴櫻とは仲が良く、下記のフランス旅行に一緒に行ったこともある。
- 上記の通り、1961年（昭和36年）3月場所ではヨーロッパ旅行帰りの柏戸に敗れて悔しがった。柏戸は同年1月場所で優勝しており、1月場所限定の幕内最高優勝賞品としてエールフランスから授与されたフランス旅行招待に応じたものだったが、続く1962年（昭和37年）から1964年（昭和39年）にかけては大鵬が1月場所で三連覇し、今度は大鵬自身がフランスを旅行した。1964年6月のフランス旅行には同じ二所ノ関一門である11代花籠親方（大ノ海）や琴櫻[注釈 24]が同行し、パリでは現地滞在中の加賀まりこと並んだ記念写真が残されている[56][注釈 25]。
- 上記のフランス旅行をした際、パリの新聞で「グランドフェニックス・タイホー」ともてはやされた。トニー・カーティスからファンレターを貰ったこともある[1][2]。
- 二所ノ関部屋後援会員であったマダムがオーナーを務めていた飯倉の「レストラン竜」で提供されていたサーロインステーキを好んで食した。本人曰く「パリやスペインではこんな肉を食べさせるところはないよ。牛の質が違うのか知らんが、うまくないねえ。まるで靴の裏底を噛んでるようなものもあったぜ。（中略）一口この肉を食べてみると、ああ日本だなと感じるね、ウッフフ」「でもねえ、外国じゃ注文してから出来上がってくるまで遅いこと遅いこと」とのこと[1][2]。
- 横綱時代の歌のレパートリーはサンタ・ルチア、オー・ソレ・ミオ、エルビス・プレスリー、ボビー・ダーリンなど[1][2]。
- 大鵬が現役を務めていた頃の二所ノ関部屋は大鵬自身のネームバリューのおかげで隆盛していたのであって、大鵬がいなくなった部屋には魅力がなかったということであろう、と天龍源一郎は衰退に向かって行った二所ノ関部屋を後に振り返ったという。天龍はこれについて「もし大鵬さんが戻ってくれば、弟子の数も大部屋時代に戻り、本流の出羽海にさらに対抗し、大鵬理事長が誕生して一門みんなが潤ったかもしれない。結局、佐賀ノ花さんがたたき上げ、大横綱大鵬さんを生んであれだけ大きくなった部屋を、その大鵬さんが継ぐことができなかった。そこに"悲劇"があったということですよ」と2017年のムックで感想を述べている[57]。
- 国民栄誉賞を授与した当時より首相を務めている安倍晋三は、2013年1月31日に大鵬への国民栄誉賞授与が検討されていることについて、スポーツニッポン本紙などに「圧倒的な存在感で立ち居振る舞いが美しい力士だった。当然、国民栄誉賞に値すると思っている」と述べた。
  - 安倍本人は「巨人、大鵬、卵焼き」の流行語が生まれた1960年代に少年時代を過ごしており、個人的な感情として「卵焼きは好きだったが、巨人も大鵬もアンチだった。“大鵬キラー”と言われた関脇・明武谷は背が高く細くて、私もやせっぽちの子供だったので応援していた」と述懐した一方で「アンチでも大鵬は気になる。大鵬との取組を手に汗を握って応援していた」と明かした[58]。

### 親方として
- 1982年（昭和57年）、人格者として知られていた大鵬は、「世界人道者賞」を受賞した[26]。この賞は日本では余り知られていないが、ローマ法王などが受賞した世界的に重要な賞である。
- 大鵬部屋創設から日が浅かった頃、大鵬はベンツでちゃんこの材料の仕入れを行っていた[26]。
- 露鵬の大麻問題では同じく渦中に巻き込まれた北の湖理事長と対応を協議する事態となっていた。最終的には、自分の後継者で娘婿でもある大嶽が責任を問われて相撲協会の委員から平年寄への2階級降格処分を受け、北の湖親方も理事長辞任となった。自身もそれと前後して相撲博物館館長を辞職している。
- かつては第68代横綱・朝青龍明徳のよき相談役として知られ、相手次第で取り口を変える自身のような万能型の大横綱の道を歩みつつある朝青龍を厳しく、かつ温かく見守っていた。朝青龍の謹慎問題などで批判されがちの角界で、OBとして発言力を持つ一人でもあった。しかし朝青龍は、2005年（平成17年）に7場所連続優勝・年6場所完全制覇・年間最多勝の更新（84勝）の新記録を達成した辺りから、大鵬の元へ相談に来ることが無くなったという[59]。そして結局、朝青龍は度重なるトラブルに責任を取る形で、2010年（平成22年）1月場所後に現役引退せざるを得なくなってしまった。大鵬は引退会見を見て「会見で謝罪なく腹立たしい」と憤慨していた[59]。
  - 朝青龍の現役時代のある時、講演での質疑応答で力士の所作やマナーについて質問があったが、朝青龍にこのことを電話すると「いやあ、そんなものは（現役を）辞めるころになったらうまくなりますよ」と朝青龍本人は返事した[59]。これがきっかけで大鵬も朝青龍を見捨てたという[60]。

- 2004年、大鵬部屋は三女の夫であった貴闘力(16代大嶽)が継承し、大嶽部屋と改称したが、部屋の運営は一緒にやっていたようなものであったため、よくぶつかっていたという[61]。

- 貴乃花が二所ノ関一門の反対を押し切って強行出馬し初当選を果たしたいわゆる「貴の乱」では、大きな役割を果たした。「二所ノ関一門が（貴乃花親方を）破門にすると言ってきた。私に言わせれば『何を言ってるんだ』と。自分のことだけを考えてやるのはダメなんだ。協会の将来とか全体を、いろんなことを考えていかないといけない」として出馬に「GOサイン」を出した。理事選の夜、貴乃花は自らのグループの親方を率いて大鵬宅を訪れ、当選を報告した[62]。
- 亡くなるまで日刊スポーツの相撲担当評論家を務め、本場所開催中（奇数日目）は同誌に解説「土評」を連載していた（偶数日目は高砂浦五郎の「大ちゃん 大分析」）。
- 二所ノ関部屋消滅問題では「時代の流れでは致し方無いだろうが、今一度部屋再興を望みたい」と談話を発表した[63]。

### 故郷北海道関連
- 少年時代を過ごした北海道弟子屈町の川湯温泉の温泉街には、1984年（昭和59年）に開館した大鵬相撲記念館（設立当初の名称は弟子屈町川湯相撲記念館）があり、大鵬が実際に使用した化粧廻しや優勝トロフィーなどのゆかりの資料が展示されている。この他、名勝負・名場面などの栄光の記録と生い立ちから最晩年に至るまでの歩みを綴ったドキュメンタリー映像を上映するコーナーもある。記念館の前には、大鵬の銅像も建っている。
- 北海道出身のためかスズランの花が好きであり、自身の元に贈られてきたスズランの花は、花の寿命が来るまで可愛がった[1][2]。また、自身の化粧回しにもスズランの花がデザインされていた。
- 大鵬が新横綱だった1961年11月場所から北勝海が引退した1992年5月場所（場所前に引退）まで北海道出身の横綱が番付から途絶えることはなかった。

### プライベート
- 横綱昇進の2年後あたりから、自身や部屋の後援会の関係者から頻繁に見合い話を持ちかけられていたが、本人は「まだまだやらねばならぬことや勉強がいくらもある」という理由で、結婚は昇進から5年後の26歳の誕生日を迎えてからと考えていた[64]。実際に挙式は27歳の誕生日の翌日に行われた[65]。
- なお、この過程で師匠・二所ノ関からも縁談を持ち掛けられ、しかもその際に「結婚を承諾するなら将来は二所ノ関部屋の後継者として考えてもよい」と暗に漏らされていながら、断ったということを著書で明かしている[66]。後年、二所ノ関の死去後に後継を巡る争いが起きた際に大鵬も名乗りを上げながら、結局実現しなかったのはこのことも影響していると言える。
- 1994年に三女と貴闘力が結婚している。
  - 三女の証言によると、大鵬には娘たちの誰かに力士と結婚して部屋を継いでもらいたいという考えは無かった。三女の意志でそうなったことを喜んでいたが、三女との交際が分かったときから貴闘力のギャンブル癖を心配していた[67]。大鵬は「頼られると全部受け入れてしまう人」で、貴闘力が賭博で作った借金を何度も肩代わりしていたという。貴闘力は大鵬に誓ってギャンブルをやめたものの、大鵬に隠れて借金をして公営ギャンブルをするようになり、野球賭博にも手を出したことから2010年7月に相撲協会を解雇となった。4人の孫が後継者として入門することを夢見て、大鵬が大嶽部屋の改装に着手していた矢先のことであった[68]。
  - 大鵬は貴闘力に離縁を申し渡し、三女と貴闘力は離婚。その時「お前は何も悪くない。堂々としてなさい」と三女に言い、以降も度々言い聞かせた。三女は父親を裏切った罪悪感から大鵬と離れて暮らすようになったが、その後も大鵬は二人を心配し「いつでも帰っておいで」と言っており[69]、三女が最期に受け取った言葉は「ずっと心配していたんだ」であったという[67]。貴闘力は2013年の大鵬の最期に立ち会っているが[70]、葬儀への参列を許されなかった[68][71]。
  - 4人の息子を全て力士にする方針で長男に相撲を強制した貴闘力とは違い、大鵬は「そんな風にさせなくていいから。好きなことをさせればいい」と常々言っていた。自分の意志で、長男はプロレスラーの道に、次男・三男・四男は相撲の道に進んでいる。大鵬が死去した際に次男(納谷幸林)は中学生で、大鵬が孫たちに相撲を指導する機会は無かった[61]。
- 2005年6月22日、本人により「大鵬」の商標登録の出願がなされ、登録となった[72]。大鵬の遺族は有限会社大鵬企画という会社を通じ、現在も大鵬の公式サイトの運営・大鵬のオリジナルグッズ販売や各種イベント、大嶽部屋のサポートを行っている[73]。

## 主な成績

### 通算成績
- 通算成績：872勝182敗136休 勝率.827
  - 幕内成績：746勝144敗136休（幕内勝ち星は歴代5位） 勝率.838
    - 横綱成績：622勝103敗136休（横綱勝ち星は歴代4位） 勝率.858
    - 大関成績：58勝17敗 勝率.773
- 通算在位：87場所
  - 幕内在位：69場所
    - 横綱在位：58場所（歴代4位）
    - 大関在位：5場所
    - 三役在位：3場所（関脇2場所、小結1場所）
- 対横綱戦勝利：43勝（若乃花幹士 (初代)と並び歴代1位タイ、勝率も6割を超えている）
- 年間最多勝：6回（白鵬翔の10回、北の湖敏満の7回に次いで歴代3位。1960年 - 1964年の5年連続最多勝も白鵬翔の9年連続に次いで歴代2位タイ）
  - 1960年（66勝24敗）、1961年（71勝19敗）、1962年（77勝13敗）、1963年（81勝9敗）、1964年（69勝11敗10休）、1967年（70勝6敗14休・柏戸と同数）
- 連続6場所勝利：84勝（1966年3月場所-1967年1月場所、1966年5月場所-1967年3月場所、1966年7月場所-1967年5月場所）
- 通算（幕内）連続勝ち越し記録：25場所（歴代10位タイ・1960年5月場所-1964年5月場所）
- 幕内連続2桁勝利記録：25場所（白鵬51場所・北の湖37場所に次いで歴代3位・1960年5月場所-1964年5月場所）
- 幕内連続12勝以上勝利：11場所（歴代5位・1962年7月場所-1964年3月場所）

幕内最高優勝32回は、白鵬に次ぐ歴代2位の記録だが、引退当時は最多優勝記録であった。様々な金字塔を打ち立てたが、特に入幕（1960年）から引退（1971年）までの12年間、毎年必ず最低1回は優勝した記録は「一番破られにくい記録」と言われた（現在は白鵬の16年連続に次ぐ歴代2位だが白鵬も「入幕年の優勝」は達成していない）。

#### 連勝記録
大鵬の最多連勝記録は、45連勝である。（1968年9月場所2日目-1969年3月場所初日。1926年の東西相撲合併以降、歴代4位）

下記に、大鵬のその他の連勝記録を記す（20連勝以上対象）。
| 回数 | 連勝数 | 期間                                      | 止めた力士 | 備考                                          | 止めた力士が決めた決まり手 | 連勝が止まった場所の連勝を止めた力士の番付 |
| ---- | ------ | ----------------------------------------- | ---------- | --------------------------------------------- | -------------------------- | ------------------------------------------ |
| 1    | 25     | 1962年7月場所3日目 - 1962年9月場所12日目  | 北葉山     |                                               | うっちゃり                 | 西大関2枚目張出                            |
| 2    | 30     | 1963年3月場所5日目 - 1963年7月場所4日目   | 青ノ里     | 1963年5月場所全勝優勝                         | 寄り切り                   | 東前頭3枚目                                |
| 3    | 34     | 1963年11月場所千秋楽 - 1964年5月場所3日目 | 前田川     | 1964年1月場所-3月場所2場所連続全勝優勝        | 引き落とし                 | 西前頭2枚目                                |
| 4    | 20     | 1964年9月場所5日目 - 1964年11月場所9日目  | 明武谷     |                                               | 突き出し                   | 東関脇                                     |
| 5    | 26     | 1966年5月場所2日目 - 1966年7月場所12日目  | 豊山       |                                               | 下手投げ                   | 東大関                                     |
| 6    | 34     | 1966年11月場所初日 - 1967年3月場所4日目   | 浅瀬川     | 1966年11月場所-1967年1月場所2場所連続全勝優勝 | 寄り切り                   | 東前頭3枚目                                |
| 7    | 25     | 1967年9月場所初日 - 1967年11月場所10日目  | 海乃山     | 1967年9月場所全勝優勝                         | けたぐり                   | 西関脇                                     |
| 8    | 45     | 1968年9月場所2日目 - 1969年3月場所初日    | 戸田       | 1968年11月場所-1969年1月場所2場所連続全勝優勝 | 押し出し                   | 東前頭筆頭                                 |
| 9    | 20     | 1970年11月場所6日目 - 1971年1月場所10日目 | 琴櫻       |                                               | 押し出し                   | 東大関2枚目張出                            |

- 上記の通り、20連勝以上9回、30連勝以上4回記録している。

### 各段優勝
- 幕内最高優勝：32回（引退当時歴代1位、死去当時歴代1位、現在歴代2位）

(1960年11月場所

1961年 7月場所、9月場所、11月場所

1962年 1月場所、7月場所、9月場所、11月場所

1963年 1月場所、3月場所、5月場所

1964年 1月場所、3月場所、9月場所、11月場所

1965年 3月場所、7月場所、11月場所

1966年 3月場所、5月場所、7月場所、9月場所、11月場所

1967年 1月場所、5月場所、9月場所

1968年 9月場所、11月場所

1969年 1月場所、5月場所

1970年 3月場所

1971年 1月場所)
全勝：8回（引退当時歴代1位タイ、現在歴代2位タイ）
連覇：6連覇（1962年7月場所-1963年5月場所、1966年3月場所-1967年1月場所　2度達成）
同点：2回
- 十両優勝：1回（1959年11月場所）
- 三段目優勝：1回（1958年3月場所）

### 三賞・金星
- 三賞：3回
  - 敢闘賞:2回（1960年1月場所、1960年5月場所）
  - 技能賞:1回（1960年9月場所）
- 雷電賞：3回（1960年1月場所、1960年9月場所、1960年11月場所）
- 金星：1個（朝潮1個）

### 場所別成績
| | 一月場所 初場所（東京） | 三月場所 春場所（大阪） | 五月場所 夏場所（東京） | 七月場所 名古屋場所（愛知） | 九月場所 秋場所（東京） | 十一月場所 九州場所（福岡） |
| --- | ----------------------- | ----------------------- | ----------------------- | --------------------------- | ----------------------- | --------------------------- |
| 1956年 （昭和31年） | x                       | x                       | x                       | x                           | （前相撲）              | x                           |
| 1957年 （昭和32年） | 西序ノ口23枚目 7–1      | 東序二段83枚目 6–2      | 西序二段29枚目 7–1      | x                           | 西三段目71枚目 7–1      | 東三段目37枚目 6–2          |
| 1958年 （昭和33年） | 西三段目20枚目 6–2      | 東三段目筆頭 優勝 8–0   | 西幕下31枚目 7–1        | 東幕下9枚目 7–1             | 西幕下2枚目 3–5         | 東幕下7枚目 6–2             |
| 1959年 （昭和34年） | 東幕下4枚目 6–2         | 東幕下筆頭 6–2          | 西十両20枚目 9–6        | 東十両16枚目 9–6            | 東十両10枚目 13–2       | 東十両3枚目 優勝 13–2       |
| 1960年 （昭和35年） | 西前頭13枚目 12–3 敢    | 東前頭4枚目 7–8         | 東前頭6枚目 11–4 敢★    | 西小結 11–4                 | 西関脇 12–3 技          | 東関脇 13–2                 |
| 1961年 （昭和36年） | 東張出大関 10–5         | 西張出大関 12–3         | 西大関 11–4             | 東大関 13–2                 | 東大関 12–3             | 西横綱 13–2                 |
| 1962年 （昭和37年） | 東横綱 13–2             | 東横綱 13–2             | 東横綱 11–4             | 東横綱 14–1                 | 東横綱 13–2             | 東横綱 13–2                 |
| 1963年 （昭和38年） | 東横綱 14–1             | 東横綱 14–1             | 東横綱 15–0             | 東横綱 12–3                 | 東横綱 14–1             | 西横綱 12–3                 |
| 1964年 （昭和39年） | 東横綱 15–0             | 東横綱 15–0             | 東横綱 10–5             | 東張出横綱 1–4–10           | 西横綱 14–1             | 東横綱 14–1                 |
| 1965年 （昭和40年） | 東横綱 11–4             | 東横綱 14–1             | 東横綱 9–6              | 西横綱 13–2                 | 東横綱 11–4             | 東張出横綱 13–2             |
| 1966年 （昭和41年） | 東横綱 休場 0–0–15      | 東張出横綱 13–2         | 東横綱 14–1             | 東横綱 14–1                 | 東横綱 13–2             | 東横綱 15–0                 |
| 1967年 （昭和42年） | 東横綱 15–0             | 東横綱 13–2             | 東横綱 14–1             | 東横綱 2–1–12               | 東張出横綱 15–0         | 東横綱 11–2–2               |
| 1968年 （昭和43年） | 東横綱 1–3–11           | 東張出横綱 休場 0–0–15  | 西横綱 休場 0–0–15      | 西横綱 休場 0–0–15          | 西横綱 14–1             | 東横綱 15–0                 |
| 1969年 （昭和44年） | 東横綱 15–0             | 東横綱 3–2–10           | 西横綱 13–2             | 東横綱 11–4                 | 東横綱 11–4             | 東横綱 6–4–5                |
| 1970年 （昭和45年） | 東横綱 休場 0–0–15      | 東張出横綱 14–1         | 東横綱 12–3             | 西横綱 2–2–11               | 東張出横綱 12–3         | 西横綱 14–1                 |
| 1971年 （昭和46年） | 西横綱 14–1             | 西横綱 12–3             | 西横綱 引退 3–3–0       | x                           | x                       | x                           |
| 各欄の数字は、「勝ち-負け-休場」を示す。 優勝 引退 休場 十両 幕下 三賞：敢=敢闘賞、殊=殊勲賞、技=技能賞 その他：★=金星 番付階級：幕内 - 十両 - 幕下 - 三段目 - 序二段 - 序ノ口 幕内序列：横綱 - 大関 - 関脇 - 小結 - 前頭（「#数字」は各位内の序列） |                         |                         |                         |                             |                         |                             |

### 幕内対戦成績
| 力士名 | 勝数 | 負数  | 力士名     | 勝数   | 負数  | 力士名   | 勝数 | 負数 | 力士名   | 勝数  | 負数 |
| ------ | ---- | ----- | ---------- | ------ | ----- | -------- | ---- | ---- | -------- | ----- | ---- |
| 青ノ里 | 14   | 2     | 朝潮(米川) | 4      | 4     | 浅瀬川   | 7    | 1    | 朝登     | 2     | 0    |
| 天津風 | 4    | 0     | 泉洋       | 1      | 0     | 一乃矢   | 1    | 0    | 岩風     | 17    | 2    |
| 宇多川 | 3    | 0     | 追手山     | 1      | 0     | 大晃     | 7    | 1    | 小城ノ花 | 19    | 1    |
| 海乃山 | 21   | 4     | 開隆山     | 16     | 4     | 柏戸     | 21** | 16   | 和晃     | 1     | 0    |
| 金乃花 | 7    | 1     | 北の洋     | 7      | 1     | 北の富士 | 26   | 5    | 北葉山   | 24    | 11   |
| 君錦   | 1    | 0     | 清國       | 29     | 4(1)  | 黒姫山   | 2    | 1    | 高鉄山   | 7     | 1    |
| 琴櫻   | 22   | 4     | 佐田の山   | 27(1)* | 5(1)* | 沢光     | 1    | 0    | 潮錦     | 4     | 0    |
| 信夫山 | 2    | 0     | 大豪       | 9      | 0     | 大受     | 3    | 1    | 大雪     | 1     | 0    |
| 大雄   | 5    | 0     | 大竜川     | 2      | 0     | 貴ノ花   | 3    | 2    | 高見山   | 11    | 0    |
| 玉の海 | 21*  | 7(1)* | 常錦       | 2      | 0     | 鶴ヶ嶺   | 19   | 1    | 出羽錦   | 17(1) | 3    |
| 時津山 | 3    | 0     | 時葉山     | 3      | 0     | 栃東     | 6    | 2(1) | 栃王山   | 5     | 0    |
| 栃錦   | 0    | 1     | 栃ノ海     | 17     | 6     | 栃光     | 24   | 6    | 栃富士   | 0     | 1    |
| 豊國   | 10   | 3     | 鳴門海     | 1      | 0     | 成山     | 2    | 1    | 錦洋     | 0     | 1    |
| 羽黒岩 | 6    | 1     | 羽黒川     | 14     | 1     | 羽黒山   | 21   | 0    | 長谷川   | 21    | 2    |
| 花光   | 1    | 0     | 廣川       | 7      | 0     | 福田山   | 0    | 2    | 福の花   | 10    | 1(1) |
| 房錦   | 6    | 5     | 富士錦     | 27     | 3     | 藤ノ川   | 16   | 1    | 二子岳   | 7     | 1    |
| 前田川 | 8    | 3     | 前の山     | 13     | 3     | 三重ノ海 | 3    | 1    | 禊鳳     | 1     | 0    |
| 三根山 | 1(1) | 0     | 明武谷     | 20*    | 5     | 陸奥嵐   | 10   | 3(2) | 豊山     | 28    | 4    |
| 義ノ花 | 4    | 1(1)  | 龍虎       | 9      | 1     | 若杉山   | 1    | 0    | 若秩父   | 4     | 0    |
| 若天龍 | 2    | 0     | 若浪       | 8      | 1(1)  | 若羽黒   | 13   | 2    | 若二瀬   | 8     | 0    |
| 若前田 | 4    | 0     | 若見山     | 11     | 0     |          |      |      |          |       |      |

- 他に優勝決定戦で柏戸に2勝、明武谷に1勝、佐田の山・玉の海に各1勝1敗がある。

## 改名歴
- 納谷 幸喜（なや こうき）1956年9月場所-1959年3月場所
- 大鵬 幸喜（たいほう -）1959年5月場所-1971年5月場所

## 年寄変遷
- 大鵬 幸喜（たいほう こうき）1971年5月-2005年5月（退職）（一代年寄）

## 著書
- 『大鵬自伝』ベースボールマガジン社, 1972 (ほるぷ自伝選集. スポーツに生きる 趣味と生活, 1981.6
- 『巨人、大鵬、卵焼き 私の履歴書』日本経済新聞社, 2001.2
- 『一流とは何か』 (男のVシリーズ) ロングセラーズ, 2008.3

### 共著・監修
- 『大きなヒーロー』川上哲治 (読売ぶっくれっと 時代の証言者 読売新聞東京本社, 2005.3
- 『最強の横綱 私の履歴書』時津風定次,二子山勝治共著 (日経ビジネス人文庫) 日本経済新聞社, 2006.11
- 『相撲道とは何か』監修. ロングセラーズ, 2007.11